# Glušci (Bogatić)
Glušci (em cirílico: Глушци) é uma vila da Sérvia localizada no município de Bogatić, pertencente ao distrito de Mačva, na região de Mačva. A sua população era de 1993 habitantes segundo o censo de 2011.

## Demografia
| 1948  | 1953  | 1961  | 1971  | 1981  | 1991  | 2002  | 2011  |
| ----- | ----- | ----- | ----- | ----- | ----- | ----- | ----- |
| 2 856 | 2 906 | 2 776 | 2 556 | 2 512 | 2 438 | 2 346 | 1 993 |